# Mesopeltita truncatipennis
Mesopeltita truncatipennis är en stekelart som först beskrevs av James Waterston 1917.  Mesopeltita truncatipennis ingår i släktet Mesopeltita och familjen puppglanssteklar. Inga underarter finns listade i Catalogue of Life.